# دریاچه ویرمایاروی
دریاچه ویرمایاروی (انگلیسی: Lake Virmayarvi) یک دریاچه در جمهوری کارلیای کشور روسیه است.